# Yot Fa
Re Yot Fa (in lingua thai: พระยอดฟ้า), conosciuto anche come Phra Kaeo Fa (พระแก้วฟ้า), (Ayutthaya, 1535 – Ayutthaya, 1548) è stato il quattordicesimo sovrano del Regno di Ayutthaya, fondato nel 1350 da Ramathibodi I nell'odierna Thailandia.
Divenne re nel 1545 quando aveva solo 11 anni alla morte del padre e predecessore Chairacha. Posto sul trono in un periodo di crisi per la dinastia regnante di Suphannaphum, accentuata dalla pressione sulle frontiere dei birmani della Dinastia di Toungoo, la cui espansione era seguita con preoccupazione ad Ayutthaya, fu ucciso dopo due anni di regno.

## Biografia

### Il regno del padre
Era il primogenito di Chairacha, durante il cui regno si erano ampiamente diffuse le armi da fuoco, introdotte in Siam dai portoghesi negli anni dieci del XVI secolo. Il sovrano aveva ingaggiato diversi mercenari portoghesi per addestrare l'esercito siamese all'uso di tali armi. Altri eventi importanti di quel tempo erano stati il primo scontro armato tra Ayutthaya ed i birmani del Regno di Toungoo, risoltosi con la vittoria dei siamesi, due infruttuose spedizioni militari nel Regno Lanna, che a sua volta stava attraversando un periodo di instabilità, e due conflitti con il Regno laotiano di Lan Xang, che posero fine alla secolare alleanza tra i due Stati.
Il primo confronto con i birmani segnò l'inizio di una lunga serie di guerre tra il Siam e la Birmania, che si sarebbero rivelate disastrose per entrambi i Paesi. Temendo che i birmani sconfinassero oltre il Saluen, Chairacha istituì posti di guardia lungo le frontiere. In questo periodo, re Tabinshwehti di Toungoo portò a termine l'unificazione del Paese ed iniziò i preparativi per la prima vera invasione di Ayutthaya, che avrebbe avuto luogo nel 1548.
Secondo le varie fonti siamesi del tempo, spesso in contraddizione tra loro, Chairacha non ebbe una moglie regale ma ebbe alcune concubine e consorti di rango minore, tra le quali Sri Sudachan, una principessa che secondo alcuni era discendente della dinastia di Uthong di Ramathibodi I, il fondatore del regno. Oltre a Yot Fa, da Sri Sudachan ebbe il principe Sri Sin, nato nel 1541. L'ambizione e la brama di potere di questa consorte si sarebbero rivelate fatali sia per Chairacha che per lo stesso Yot Fa.

### Ascesa al trono
Nei suoi ultimi mesi di vita, Chairacha ebbe diversi problemi di salute e morì nel 1546, poco dopo essere tornato ad Ayutthaya dalla seconda spedizione contro Lanna. Secondo l'autobiografia dell'avventuriero portoghese Fernão Mendes Pinto, che soggiornò per qualche tempo a corte, il sovrano fu avvelenato dalla concubina Sri Sudachan, anche se non vengono forniti particolari su come questa sia riuscita a sfuggire alla punizione. Al suo posto salì al trono l'undicenne Yot Fa, che ebbe come reggenti la madre Sri Sudachan e lo zio Thianracha, fratellastro di Chairacha e viceré con la carica di Uparat. Dopo qualche tempo, vi furono attriti fra i due reggenti e Thianracha lasciò gli incarichi di Stato per entrare temporaneamente in un wat come monaco buddhista.
Lasciata libera di gestire il potere, Sri Sudachan fece nominare co-reggente, assegnandogli il titolo di Khun Worawongsa, il proprio amante Phan Sri But Thep, un bramino impiegato per le cerimonie religiose al palazzo reale. A quest'ultimo fu assegnato il controllo della numerosa guardia del sovrano, con la quale eliminò i nobili che avversavano i piani della coppia. Secondo il diplomatico e storico olandese Jeremias Van Vliet, direttore nel XVII secolo dell'ufficio di Ayutthaya della Compagnia olandese delle Indie orientali, i due amanti si erano conosciuti dopo l'incoronazione di Yot Fa, mentre secondo Pinto si conoscevano già da prima.

### Regicidio e successione
Dopo aver eliminato i principali oppositori, la coppia fece uccidere il giovane sovrano nel 1548. Le cause precise della morte sono tuttora avvolte dal mistero. Secondo la versione Luang Prasoet delle Cronache di Ayutthaya, Yot Fa fu vittima di un incidente. Secondo altre cronache più recenti fu giustiziato al Wat Khok Phraya, tristemente famoso nella storia del regno come sito dove venivano giustiziati o puniti i membri della casa reale, come era successo al giovane re Thong Lan nel 1388. Van Vliet sostenne che fu avvelenato dalla madre, mentre secondo Pinto ad avvelenarlo fu Worawongsa.
Il trono fu affidato a Worawongsa, e al fratello di questi venne assegnata un'alta carica di governo. Il regno durò solo alcune settimane, una cospirazione di nobili del clan di Sukhothai lealisti alla causa della Dinastia di Suphannaphum organizzò un'imboscata in cui persero la vita sia Worawongse che Sri Sudachan. Salì quindi al trono Thianracha con il nome regale Maha Chakkraphat.

## Crisi dinastica
Dopo la morte di Borommaracha IV, avvenuta nel 1533, si era aperto un periodo di crisi per Ayutthaya ed in particolare per la dinastia di Suphannaphum. Durante tale periodo, tutti i quattro sovrani che gli succedettero erano stati assassinati. Maha Chakkraphat sarebbe stato il penultimo sovrano della dinastia di Suphannaphum ed avrebbe lasciato per due volte il trono al figlio Mahinthra. Ayutthaya fu invasa dall'esercito birmano del Regno di Toungoo e ne divenne uno stato vassallo nel 1564. La ribellione del 1568 fu soffocata dai birmani, che l'anno seguente avrebbero espugnato Ayutthaya, deportato l'intera famiglia reale ed issato sul trono siamese Maha Thammaracha, il capostipite della dinastia di Sukhothai.